# شیواجی ساتام
شیواجی ساتام (به انگلیسی: Shivaji Satam) (زاده ۲۱ آوریل ۱۹۵۰) بازیگر هندی است.
از فیلم‌هایی که وی در آن نقش داشته است می‌توان به افتخار اشاره کرد.

## فیلم‌شناسی
فهرست برخی از فیلم‌هایی که شیواجی ساتام در آنها به ایفای نقش پرداخته است:
- افتخار
- باغی
- دیوانه
- خون
- تضاد
- سلاح
- واقعیت
- جودی شماره ۱
- نایاک
- همیشه با هم
- تاکسی شماره ۹۲۱۱
- وجود
- پاسخ
- برداشت
- در کشوری که گنگا زندگی می‌کند
- تو هستی
- یوگپوروش
- بوسه بوسه قسمت
- جنگ افسانه‌ها
- ویرانگر
- زندگی کن اما مغرور نباش
- میل
- دلبر زیبا